# Příliš krásná
Příliš krásná (v originále Trop belle pour toi) je francouzský hraný film v roce 1989, který režíroval Bertrand Blier. Film byl oceněn Velkou cenou poroty na filmovém festivalu v Cannes a získal pět cen César. Snímek měl světovou premiéru 12. května 1989.

## Děj
Bernard Barthélémy je podnikatel, který provozuje autoservis BMW. Je ženatý s krásnou Florence. Zamiluje se však do jiné ženy s celkem obyčejného vzhledu, Colette, kterou najal jako dočasnou sekretářku. Tento vztah změní jeho život.

## Obsazení
| Gérard Depardieu   | Bernard Barthélémy     |
| Josiane Balasko    | Colette Chevassu       |
| Carole Bouquet     | Florence Barthélémy    |
| Roland Blanche     | Marcello               |
| Myriam Boyer       | Geneviève              |
| François Cluzet    | Pascal, manžel Coletty |
| Didier Bénureau    | Léonce                 |
| Denise Chalem      | Lorène                 |
| Jean-Paul Farré    | pianista               |
| Stéphane Auberghen | Paula                  |
| Jean-Louis Cordina | Gaby                   |
| Philippe Loffredo  | Tanguy                 |
| Richard Martin     | muž v tramvaji         |
| Juana Marques      | dcera                  |
| Flavien Lebarbe    | syn                    |

## Ocenění
- Filmový festival v Cannes: Velká cena poroty; zařazen do oficiální soutěže
- César: nejlepší film, nejlepší režii (Bertrand Blier), nejlepší původní scénář nebo adaptace (Bertrand Blier), nejlepší herečka (Carole Bouquet), nejlepší střih (Claudine Merlin); nominace v kategoriích nejlepší herec (Gérard Depardieu), nejlepší herečka (Josiane Balasko), nejlepší herec ve vedlejší roli (Roland Blanche), nejlepší výprava (Théobald Meurisse), nejlepší kamera (Philippe Rousselot), nejlepší plakát (Sylvain Mathieu)